# عريضة أبو جرادة (الرقة)
عريضة أبو جرادة قرية سورية تتبع ناحية عين عيسى في منطقة تل أبيض في محافظة الرقة. بلغ عدد سكانها 1400 نسمة في عام 2004 حسب إحصاء المكتب المركزي للإحصاء.